# Tour de Flandes 2007
El Tour de Flandes 2007, la 91.ª edición de esta clásica ciclista belga. Se disputó el 8 de abril de 2007. 
La carrera se decidió con un ataque a la última cota de la carrera. Dos de los grandes favoritos, Alessandro Ballan y Leif Hoste, se escaparon y conservaron su ventaja hasta la línea de llegada, en la que Hoste fue batido por el  italiano y quedó segundo en el Tour de Flandes por tercera vez en su carrera.

## Clasificación General
| Posición | Ciclista          | Equipo                           | Tiempo     |
| -------- | ----------------- | -------------------------------- | ---------- |
| 1.       | Alessandro Ballan | Lampre-Fondital                  | 6h 10' 15" |
| 2.       | Leif Hoste        | Predictor-Lotto                  | m.t.       |
| 3.       | Luca Paolini      | Liquigas                         | + 5"       |
| 4.       | Karsten Kroon     | CSC                              | m.t.       |
| 5.       | Vladímir Gúsev    | Discovery Channel                | m.t.       |
| 6.       | Tomas Vaitkus     | Discovery Channel                | + 13"      |
| 7.       | Nick Nuyens       | Cofidis, Le Crédit par Téléphone | m.t.       |
| 8.       | Dmitriy Muravyev  | Astana                           | m.t.       |
| 9.       | Michael Boogerd   | Rabobank                         | m.t.       |
| 10.      | Stuart O'Grady    | CSC                              | + 35"      |